# 拉特爾峰
46°02′43″N 8°02′04″E / 46.04528°N 8.03444°E
拉特爾峰（義大利語：Punta di Saas），是歐洲的山峰，位於意大利和瑞士接壤的邊境，屬於本寧阿爾卑斯山脈的一部分，海拔高度3,204米，每年平均降雨量1,548毫米。

## 外部連結
- Latelhorn on Hikr （页面存档备份，存于）